# The World to Live In
The World to Live In è un film muto del 1919 diretto da Charles Maigne che ha come interprete principale Alice Brady.

## Produzione
Il film fu prodotto dalla Select Pictures Corporation.

## Distribuzione
Il copyright del film, richiesto dalla Select Pictures Corp., fu registrato il 24 febbraio 1919 con il numero LP13434.
Distribuito dalla Select Pictures Corporation, il film uscì nelle sale cinematografiche degli Stati Uniti nel febbraio 1919.